# رينيه بينين
رينيه بينين (بالهولندية: René Pijnen) مواليد 3 سبتمبر 1946 في فونسدريخت، هولندا، هو دراج هولندي سابق. سبق أن شارك في دورة الألعاب الأولمبية الصيفية وفاز بميدالية أولمبية.

## سجل النتائج

### سباقات أو مراحل فاز بها
- طواف إسبانيا
- بطولة العالم لسباق الدراجات على الطريق

## الميداليات
| الميدالية | المسابقة                       |
| --------- | ------------------------------ |
| ذهبية     | الألعاب الأولمبية الصيفية 1968 |

## روابط خارجية
- رينيه بينين على موقع أرشيف الدراجات (الإنجليزية)
- رينيه بينين على موقع إحصائيات الدراجات الإحترافية (الإنجليزية)
- رينيه بينين على موقع CycleBase (الإنجليزية)
- رينيه بينين على موقع أوليمبيديا (الإنجليزية)